# Ana van Es
Ana van Es (1985) is een Nederlandse journaliste die zowel als correspondent in Noord-Nederland heeft gewerkt als in diverse Aziatische landen.

## Levensloop
Van Es ging naar het Willem Lodewijk Gymnasium. Daarna studeerde ze rechten aan de Rijksuniversiteit Groningen. In haar studententijd schreef ze onder andere voor de Universiteitskrant Groningen. In 2010 behaalde ze haar master. In hetzelfde jaar won de ze Groninger Persprijs voor een stuk over een fatale brand in een studentenhuis in de stad en de Dick Scherpenzeel-aanmoedigingsprijs voor journalistiek talent onder de 26 jaar. Van Es kreeg de prijs voor een artikel over misstanden bij de productie van kleding voor C&A en H&M in India. In 2005 verscheen van haar hand, samen met Bram Hulzebos, het boek Onschuldig achter de tralies : het eindstation van de jeugdzorg.
De Volkskrant nam Van Es in 2010 in dienst. Ze was een aantal jaren correspondent voor Noord-Nederland. Bij haar afscheid in november 2014 baarde zij opzien met een opiniestuk waarin zij stelde dat het Noorden door de politiek was opgegeven en alleen nog een zak geld krijgt van de regering in Den Haag waar men het Noorden als ver weg ervaart.
Sinds januari 2016 werkt Van Es als correspondent voor de Volkskrant in het Midden-Oosten. Haar standplaats is Beiroet. Van Es werd vanwege haar artikelen in 2016 genomineerd voor de prijs Journalist van het Jaar. In 2017 werd ze genomineerd voor de persprijs De Tegel in de categorie Nieuwsverslaggeving voor een reportage over de gevechten in de Libische stad Sirte tussen lokale milities en Islamitische Staat. In 2018 was Van Es een van de weinige westerse journalisten die verslag deed vanuit Jemen, waar een heftige burgeroorlog gaande is. Voor deze series reportages won ze de Tegel in de categorie Verslaggeving. Van Es stopte in augustus 2021 als correspondent Midden-Oosten.